# Ode till idrotten
Ode till idrotten (franska: Ode au Sport, tyska: Ode an den Sport, engelska: Ode to Sport) är en dikt skriven av Pierre de Coubertin (1863–1937), grundaren av de moderna olympiska spelen. Dikten vann guldmedalj i kategorin litteratur i OS i Stockholm år 1912. Dikten är en hyllningsdikt till idrotten och består av nio verser.

## Bakgrund
Vid den tid då dikten "Ode till idrotten" tilldelades OS-guld i litteratur fanns konstnärliga OS-grenar i arkitektur, litteratur, musik, grafik/målning och skulptur för arbeten som var inspirerade av sportrelaterade teman. Bidraget Ode till idrotten hade lämnats in som tävlande för Tyskland under den dubbla pseudonymen George Hohrod och M(artin) Eschbach. Verket lämnades in på tre språk – franska, engelska och tyska. Först 1919 avslöjade Pierre de Coubertin att han själv var författaren av dikten.

## Handling
Dikten är en ode, en lyrisk hyllning, till idrotten.

## Situation/tema
Diktens berättare en okänd person som utropar sin hyllning till idrotten. Det framgår inte med tydlighet var diktjaget är eller till vem den riktas. Diktens fokus är känslor kring idrotten och dess påverkan på oss och vår omvärld. Endast i första versen beskrivs en miljö, men då i syfte att beskriva att idrotten är en gudagåva som har funnits med oss sedan mänsklighetens begynnelse.
Diktjagets hyllning till idrotten förmedlar den glädje och lycka som idrott kan ge. Flera olika fördelar med idrott tas upp, både för den enskilde individen och för samhället. Varje vers behandlar en ny aspekt av idrotten.
Pierre de Coubertin hade arbetat med idrott under lång tid både som ungdomsledare och pedagog men framför allt med återinförandet av de olympiska spelen. Han påverkades också av det gamla grekiska idrottsidealet om samspelet mellan kropp och själ och var övertygad om vikten av fysisk fostran för unga människors utveckling. Han ansåg också att internationella idrottstävlingar hade betydelse för att hindra stridigheter mellan nationer och skapa fred. Han ordförande för den internationella olympiska kommittén och hade själv föreslagit och lyckats införa officiella OS-tävlingar i arkitektur, skulptur, grafik/måleri, litteratur och musik från år 1912. Det var glest med bidrag till dessa estetiska grenar och det var ifrågasatt om de skulle vara representerade i OS.
Dikten är inte utslag av någon särskild litterär trend utan det som utmärker den är dess hyllningsform där det centrala är känslouttrycken och budskapet.

## Form
Dikten är uppbyggd i nio verser som vardera har ett särskilt budskap. Varje vers har mellan sex och nio rader. Dessa rader är korta (mellan fem och nio ord långa). Uppdelningen av meningarna skapar pauser och förstärker de utrop som sker i första raden på varje vers. Centralt i dikten är att varje vers börjar med ett utrop av hyllning. Varje sådant utrop inleds med samma ord ”O idrott, Du är ...” varpå ledordet anges för vad versen sedan ska komma att handla om. Den är orimmad med återkommande inledningsfras. I vissa verser används samma ord som inledningsord på två rader efter varandra vilket blir en form av anafor som förstärker effekten av det författaren vill ha sagt och ger rytm åt dikten.
Dikten inleds med att ta upp att idrott är en gudagåva och ett livselixir som vi har haft med oss sedan mänsklighetens ungdom. De följande verserna går sedan igenom olika aspekter kring idrott med ledorden skönhet, rättvisa, mod, ära, glädje, fruktbarhet, framsteg och fred där dikten avslutas med att målet med idrotten är "En fredlighetens tävlan".

## Språk och stil
Dikten genomsyras av glädje och positiv anda kring idrotten och vad den kan ge, att man skall undvika fusk inom idrott med budskapet att man ska vara redlig.  Visst bildspråk förekommer såsom sinnesanalogierna "den glada ljusstrålen i den arbetstunga tiden" och "stormande blod strömmar genom ådrorna" samt metaforen "dumdristigt obesinnad våghalsighet". Viss antydan till allitterationer förekommer också såsom "ständigt sträva efter att stegra sina resultat".  Något uttalat bildspråk förekommer dock inte, utan språket är rakt och tydligt för att ta upp aspekter av idrotten.